# Team Ecuador

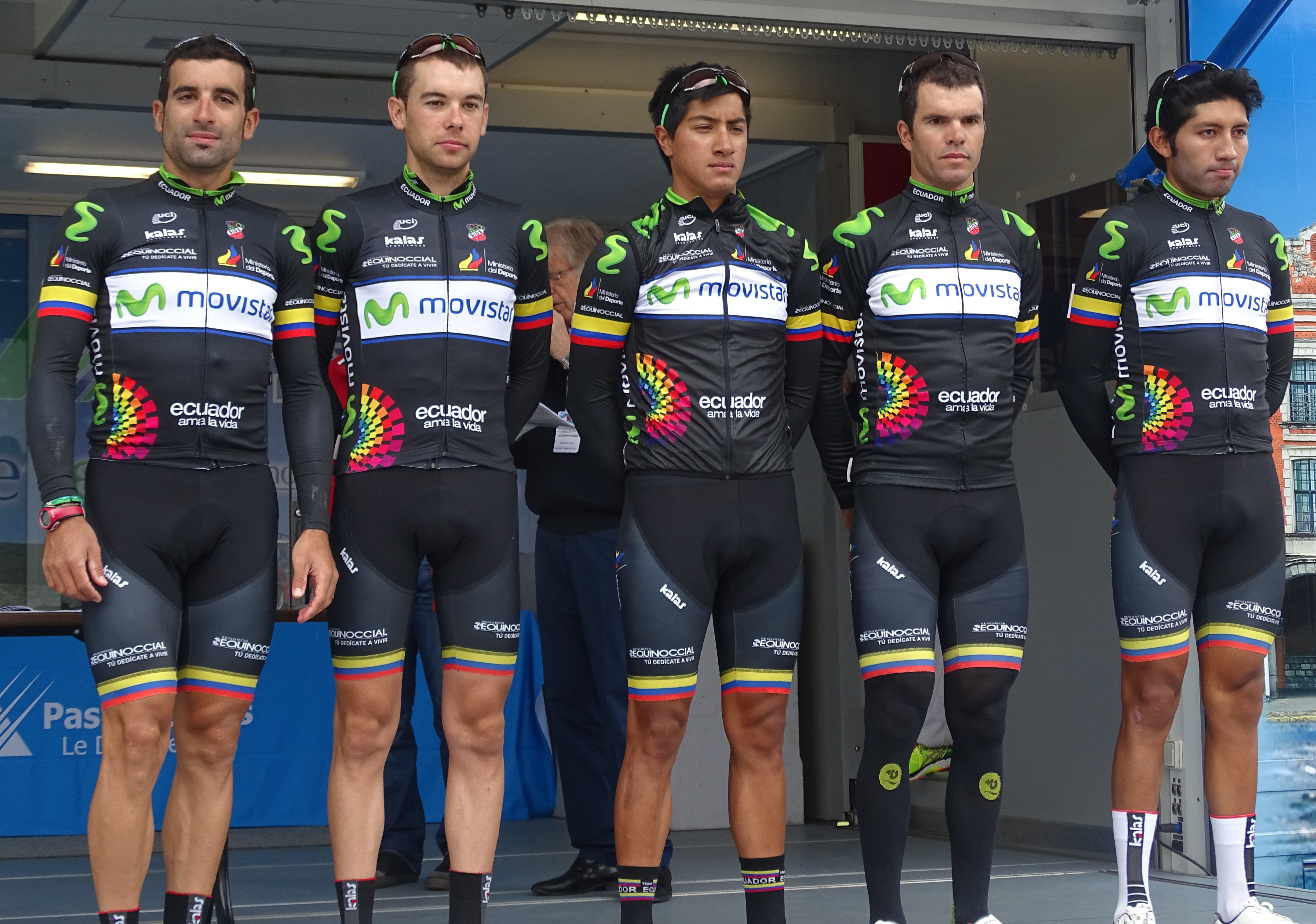
L'equip al 2015

El Team Ecuador (codi UCI: MTE) és un equip ciclista equatorià de categoria continental. Creat el 2014 amb la base de l'equip amateur RPM.

## Principals victòries
- Trofeu internacional del Guadiana: Jordi Simón (2015)
- Volta a Rio Grande do Sul: Byron Guamá (2015)

### Grans Voltes
- Tour de França
  - 0 participacions

- Giro d'Itàlia
  - 0 participacions

- Volta a Espanya
  - 0 participacions

## Classificacions UCI

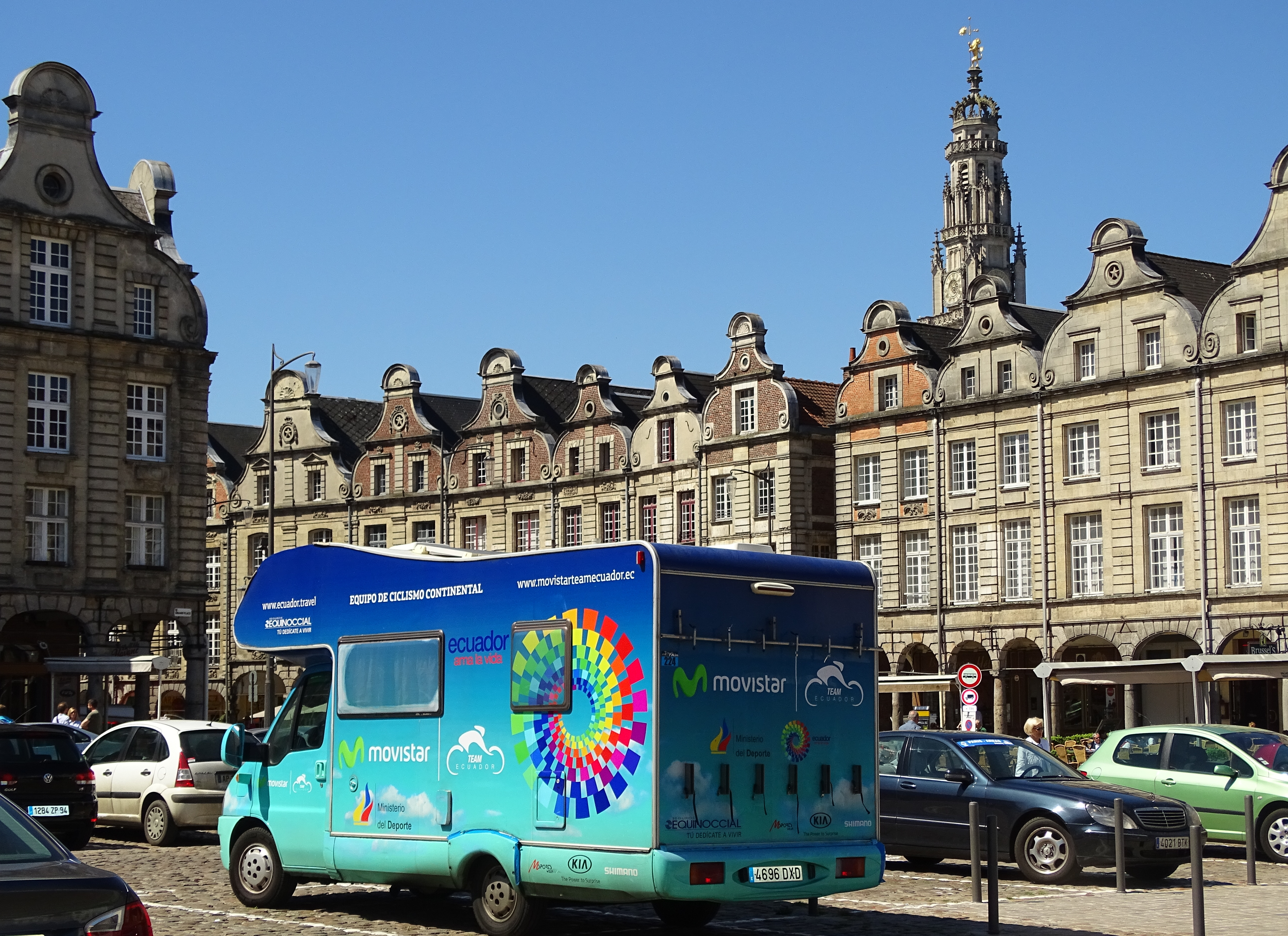
Vehicle de l'equip al 2015

L'equip participa en les proves dels circuits continentals.
UCI Àfrica Tour
| Temporada | Classificació per equips | Millor ciclista en la classificació individual |
| --------- | ------------------------ | ---------------------------------------------- |
| 2015      | 18è                      | Albert Torres (212è)                           |

UCI Amèrica Tour
| Temporada | Classificació per equips | Millor ciclista en la classificació individual |
| --------- | ------------------------ | ---------------------------------------------- |
| 2014      | 5è                       | Byron Guamá (5è)                               |
| 2015      | 7è                       | Byron Guamá (2n)                               |
| 2016      | 22è                      | Byron Guamá (208è)                             |
| 2017      | 29è                      | Byron Guamá (62è)                              |

UCI Àsia Tour
| Temporada | Classificació per equips | Millor ciclista en la classificació individual |
| --------- | ------------------------ | ---------------------------------------------- |
| 2014      | 81è                      | Albert Torres (388è)                           |

UCI Europa Tour
| Temporada | Classificació per equips | Millor ciclista en la classificació individual |
| --------- | ------------------------ | ---------------------------------------------- |
| 2014      | 93è                      | Jordi Simón (252è)                             |
| 2015      | 100è                     | Jordi Simón (249è)                             |